# 大島町立第一中学校
大島町立第一中学校（おおしまちょうりつ だいいちちゅうがっこう）は、東京都大島町（伊豆大島）にある公立中学校。伊豆大島島内の小中学校としては、唯一統併合が無い学校である。

## 沿革
- 1947年（昭和22年）4月19日 - 元村立第一中学校として開校[2]。
- 1955年（昭和30年）4月1日 - 大島島内全村合併による大島町発足により、大島町立第一中学校と改称。
- 1976年（昭和51年） - この年から翌年にかけて、体育館建設[3][4]。

## 学区
出典
- 元町（1丁目～4丁目・字神達・字二千坪山・字家の上・字神田屋敷・字橋の沢・字和泉・字黒まま・字馬の背・字大金砂・字小清水・字丸塚・字大津・字五輪・字水溜・字大昇・字下高洞道上・字みたき堂・字大洞・字新込・字八重の水・字オンダシ・字神明・字吉谷・字金砂・字ではらい・字金つぼ・字仲野）
- 野増（字間伏を除く）

## 周辺
- 東京都道208号大島循環線
- 東京都福祉保健局島しょ保健所大島出張所

## アクセス
- 大島バス「支庁前」バス停から、徒歩約3分[6]。
- 東海汽船元町港から、徒歩約17分。
- 大島空港から、車で約7分。